# La Arena (Centro)
La Arena es una localidad del municipio de Centro ubicado en la subregión centro del estado mexicano de Tabasco.

## Geografía
La localidad de La Arena se sitúa en las coordenadas geográficas 17°51′28″N 93°05′51″O / 17.857778, -93.097500, a una elevación de 50 metros sobre el nivel del mar.

## Demografía
Según el Conteo de Población y Vivienda 2020, efectuado por el Instituto Nacional de Estadística y Geografía, la localidad de La Arena tiene 4 habitantes, de los cuales 2 son del sexo masculino y 2 del sexo femenino. Su tasa de fecundidad es de 1.80 hijos por mujer y tiene 1 vivienda particular habitada.
| Gráfica de evolución demográfica de La Arena entre 1995 y 2020 |
|                                                                |
| INEGI.                                                         |